# Dezinformacija
Dezinformacija označava širenje lažnih ili obmanjujućih informacija. Ako nije nastala pogreškom, tj. slučajno, dezinformacija je zapravo manipulacija javnog mnijenja ili utjecaj na potencijalne kupce. 
Dezinformacija može biti izravna (laž, prijevara), ili neizravna (suptilno prikrivanje provjerenih objektivnih činjenica ili ometanje zataškavanje istine te impliciranja krivih prosudaba.
Dezinformacije mogu širiti Agencije za odnose s javnošću,  
političke stranaka, grupe za lobiranje, ili pojedinci. Cilj dezinformacije je obmana pučanstva ili zbunjivanje neprijatelja. Mediji su posebno prikladni za dezinformiranje javnosti. Krivotvorenje statistika, odnosno namjerno pogrešno interpretirane statistike često su korišteno sredstvo da bi se dezinformaciji dodalo znanstvenu notu.